# Алма-атинский трамвай
Алма-атинский трамвай — трамвайная система, функционировавшая в городе Алма-Ата с 1937 по 2015 годы.
Была открыта 7 ноября 1937 года. Начиная с середины 1990-х годов объёмы движения стали сокращаться, на многих улицах трамвайные пути постепенно демонтировались. С 1999 года по 30 октября 2015 года действовали 2 маршрута, которые обслуживались одним из оставшихся старейшим центральным депо Алма-Аты (на перекрёстке улиц Байтурсынова (бывшая Космонавтов) и Гоголя). Алматинское трамвайное хозяйство эксплуатировалось государственной коммунальной компанией ТОО Алматыэлектротранс. С 31 октября 2015 года движение трамвая в городе прекращено. Во второй половине 2016 года решением акима города Бауыржана Байбека демонтирована контактная сеть, а в 2017 году демонтированы трамвайные пути на улицах Торайгырова, Утепова, Шевченко и Кунаева.

## История

### Строительство
23 августа 1934 года президиум Алма-атинского горсовета утвердил трассу, место под строительство трамвайного парка и мастерских. Строительство должно было проводиться в две очереди. Первая очередь — прокладка двух маршрутов: линия от городского вокзала Алматы-2 до Талгарской (ул. Каирбекова). Протяжённость этих линий — 8,7 км. Вторая очередь — от улицы Пастера (ул. Макатаева) до улицы Пастера (ул. Макатаева). Протяжённость — 6 км. Под трамвайное депо отводился участок между улицами Таранчинской, Кладбищенской (между улицами Маметовой и Макатаева), Кашгарской и Макатаева. Стоимость должна была составить 2 млн 860 тыс. рублей.
29 февраля 1936 года была создана хозрасчётная контора по строительству трамвая — «Трамвайстрой». Начальником был назначен А. И. Позденко, а главным инженером — А. Н. Реутт. К строительству первой очереди приступили в тот же год. В нём принимали участие люди из разных концов страны. Инженером-электриком был Е. И. Трунов, приехавший в Алма-Ату прямо со стройки московского метро. Сваркой рельсов занимались те, кто строил Турксиб. Монтаж электрооборудования производили строители Днепрогэса, электростанций на Крайнем Севере, в Закавказье.
Широкое строительство развернулось только в 1937 году. Были проблемы и со своевременным получением необходимых материалов и оборудования из других городов страны. Так, ввести в строй тяговую подстанцию к двадцатилетию Октября не смогли, так как в пути задержался отгружённый для Алма-Аты высоковольтный кабель. В результате самоотверженного труда трамвай был сдан в эксплуатацию в установленный срок. Более того, вместо одной колеи по плану 1937 года к пуску трамвая почти вся линия была двухколейной.

### Пробный пуск

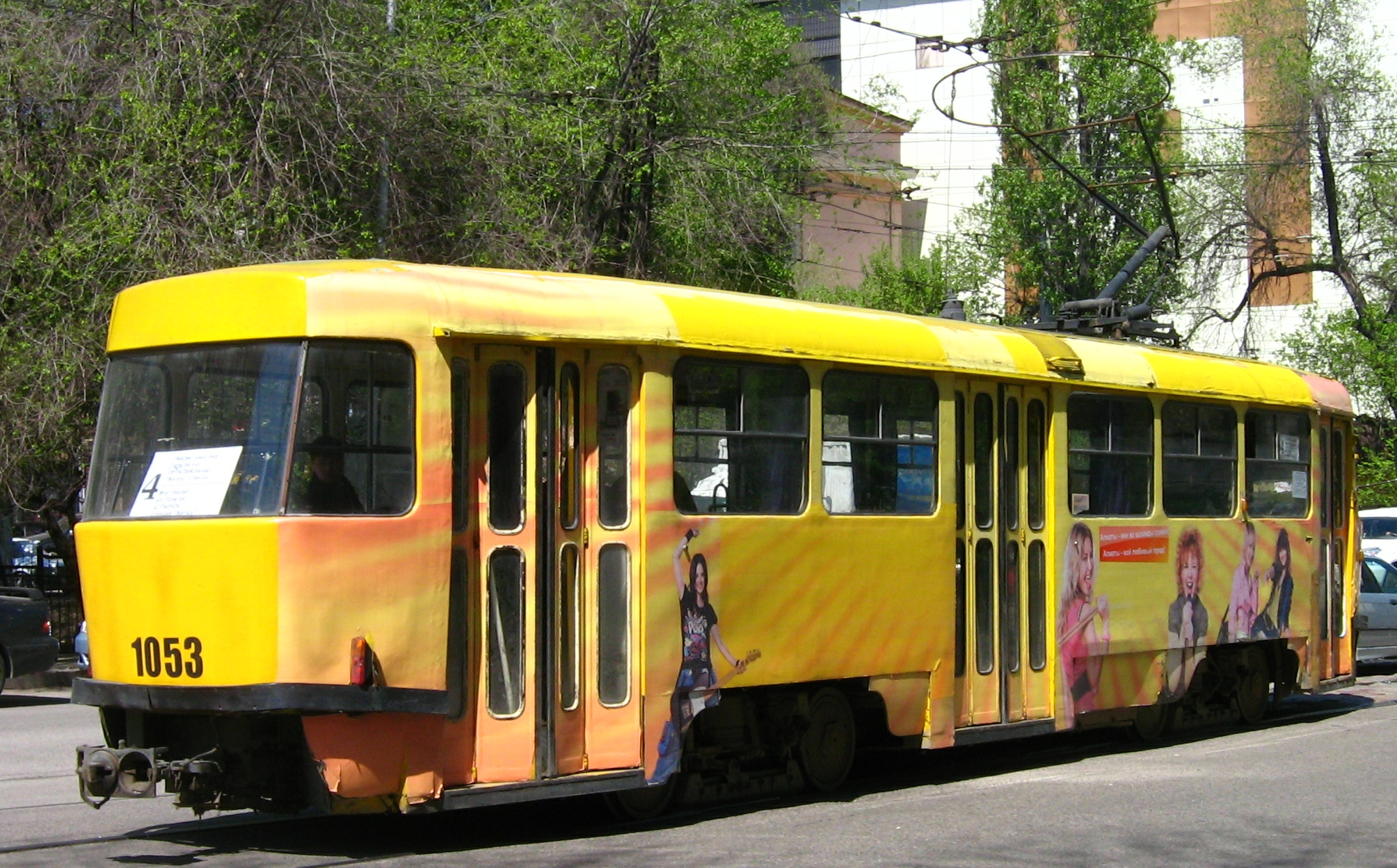
Трамвай в Алма-Ате. Апрель 2009

7 ноября 1937 года, после праздничной демонстрации, у трамвайных вагонов собрались сотни людей. За три дня алма-атинский трамвай перевёз не менее пятнадцати тысяч бесплатных пассажиров. Это был пробный пуск городской железной дороги. Прогулки по городу в трамвайных вагонах временно были прекращены — до сдачи трамвая в нормальную эксплуатацию. До 1—5 декабря строителям пришлось ещё много поработать, прежде всего на укладке кабеля высокого напряжения в траншеи. Последняя партия, ожидаемая ещё до ноябрьских праздников, прибыла только 27 ноября, за три дня до ввода трамвая в эксплуатацию. Под руководством инженера-электрика Трунова кабель уложили за три дня. Вечером 30 ноября на линию выпустили все имевшиеся в наличии вагоны, чтобы проверить на полную нагрузку.

### Первый рейс
1 декабря 1937 года был совершён первый рейс алма-атинским трамваем. В первом вагоне пока вагоновожатый, кондукторы, начальник строительства трамвая Позденко.
За первые пятнадцать дней на первой линии трамвая было перевезено более 300 тыс. пассажиров. Отсутствие светофоров на перекрёстках привело к нескольким случаям столкновения автомобилей с вагонами. На улицах Алма-Аты в начале января 1938 г. были установлены светофоры. Они включались автоматически при приближении трамвая. Первые светофоры были изготовлены в железнодорожных мастерских Управления Турксиба. С начала 1938 стали появляться первые трамвайные павильоны — остановки.

### Дальнейшая эксплуатация
Первые трамвайные вагоны в Алма-Ату прибыли в 1936-м. На начало 1938 года в Алма-Ате было 10 вагонов, из которых половина — моторные, половина — прицепные. В Алма-Ату в довоенное время поступили также вагоны серии С, они произведены на Сокольническом вагоноремонтном заводе. Это были прицепные вагоны, выпуск которых москвичи наладили с 1930 по 1936 годы для покрытия собственного дефицита в подвижном составе. В довоенной прессе есть информация о закупке в Алма-Ату вагонов ленинградского производства. По алма-атинским линиям курсировали строенные поезда, то есть один моторный вагон и два прицепных. Впервые такие составы появились в марте 1938 года. В 1941 году трамвайное депо отдали заводу Кирова, трамваи перевели на стоянку на углу Байтурсынова/Гоголя. Руководство трамвайного треста так и оставалось на ул. Макатаева до 1950-х годов. В начале 1950-х годов построены современные корпуса депо в квадрате улиц: Байтурсынова (бывш. Космонавтов)-Гоголя-Масанчи-Айтеке би.

### Советский период 1945—1991 годы
Вплоть до 1988—1991 года с ростом города развитие трамвайной сети шло бурными темпами, прокладывались линии в новые районы города.

## Перспективы развития сети
В 1980-х годах в городе существовал готовый для реализации проект продления (строительства) трамвайных линий: по улице Жарокова от ул. Утепова до микрорайона «Казахфильм»; по улице Момышулы от уг.ул. Маречека до уг.ул. Шаляпина (до микрорайонов Жетысу и Мамыр); по улице Шаляпина до ул. Саина; по улице Саина до конечной на ул. Торайгырова; по улице Момышулы от ул. Толеби до ул. Ташкентской, по Ташкентской до микрорайона Калкаман.
В 1985 году было осуществлено строительство линии в микрорайон Калкаман, но вместо запроектированной двухпутной линии, была построена однопутная, связано это было со внезапным сокращением республиканского финансирования развития трамвайной инфраструктуры города. Совет Министров вдруг посчитал дальнейшее строительство (продление) трамвайных линий в городе ненужной тратой средств, в результате намеченное строительство новых линий не было реализовано.

## Постсоветский период

Валидатор

Развал трамвайного хозяйства начался в 1995 году, когда Трамвайно-троллейбусное управление перешло из под республиканского министерского управления и собственности в коммунальную городскую собственность и управление при городской администрации Алма-Аты. Действующий на тот момент глава городской администрации Шалбай Кулмаханов принял решение закрыть трамвай в Алма-Ате, сразу же был закрыт маршрут № 2. 21 марта 1996 года были закрыты 3 трамвайные линии: 1) по ул. Сатпаева от ул. Жарокова до ул. Руднева (ныне Брусиловского), 2) по ул. Руднева от Тастака до ул. Сатпаева, 3) от ул. Руднева — по ул. Сатпаева — ул. Щепеткова — ул. Шаляпина до уг.ул. Саина. Закрыты маршруты № 1 и № 3. В марте 1997 года закрыта линия по ул. Комсомольской от ул. Кунаева до Талгарской. В результате протяжённость трамвайных путей сократилась до 29,6 км.
Сотрудники депо стали бороться за сохранение предприятия. Директор депо Мухамеджанов Абдибек Абиевич подключил прессу, дав интервью газете «Доживём до понедельника», а также разместил на страницах печатных изданий открытое письмо президенту, в котором от лица горожан и работников депо выступил за сохранение в городе трамваев. В 1997 году Кулмаханов был снят, главой города стал новый аким Виктор Храпунов. Решением Храпунова оставшиеся крупные трамвайные линии и трамвайное хозяйство в целом принято сохранить в городе. Сразу же были выделены бюджетные средства на запчасти, на ремонт трамвайных путей и корпусов депо. В 1999 году бюджетом города были выделены средства на закупку трамвайных вагонов, ввиду острой нехватки крупных средств и экономического положения страны, в Германии были куплены 40 бывших в употреблении трамваев чешского производства «Татра» — модели КТ-4Д, Т-3, Т-3Д, Т-4Д. С появлением новых дополнительных вагонов регулярность движения на маршрутах и пассажиропоток значительно возросли. За несколько лет выручка депо поднялась в 10 раз. Ежедневно на линии выпускалось 50 трамваев. Депо постепенно полностью обновило свой парк, что способствовало его выходу из кризиса. Закупки чешских трамваев из Германии продолжились в 2003, 2004 и 2013 годах.
В 2002 году был утверждён к исполнению «Стратегический план развития города Алматы до 2010 года», согласно которому, за счёт государственных средств предусматривалось ежегодное проведение капитальной реконструкции 10 км трамвайных путей с восстановлением ранее закрытых линий. Однако, реализация работ по реконструкции путей впервые началась только в 2005 году, тогда Акиматом города был капитально реконструирован первый отрезок трамвайных путей проходящих по улице Утепова от ул. Гагарина до ул. Каблукова (стоимость работ 16,957 млн тенге), полностью произведена замена рельсов на новые с бетонными шпалами, обновлён балласт. В дальнейшем согласно плану за счёт городского бюджета планировалось постепенно капитально реконструировать с заменой рельс все остальные трамвайные пути города.
В 2008 году были установлены валидаторы и закуплена очередная последняя партия списанных в Европе б/у вагонов «Татра Т-4Д». Буквально спустя через 2—4 года после
начала эксплуатации по неизвестным причинам списаны и распилены на металлолом, в то время как в других городах СНГ данные вагоны эксплуатируются по сей день.
В 2013 году были закуплены 17 списанных европейских б/у вагонов Tatra KT4DtM, прошедших в Германии капитальную модернизацию.

### Статистика 2003—2015 годы
В таблице представлено количество пассажиров перевезённых за год в миллионах человек.
| Год                                                         | 2003 | 2004 | 2005 | 2006 | 2007 | 2008 | 2009 | 2010 | 2011 | 2012 | 2013 | 2014 | 2015 |
| Количество подвижного состава трамвайного парка             | 56   | 62   | 62   | 62   | 47   | 45   | 46   | 35   | 26   | 19   | 27   | 27   | 17   |
| Количество перевезённых пассажиров трамваями (млн. человек) | 19,7 | 18,0 | 16,3 | 12,9 | 9,6  | 5,4  | 4,0  | 3,8  | 3,6  | 1,9  | 1,6  | 2,9  | 4,0  |
| Пассажирооборот трамваев (млн. пкм.)                        | 78,2 | 71,5 | 64,9 | 51,1 | 37,9 | 21,3 | 18,6 | 10,1 | 17,0 | 9,0  | 7,7  | 13,9 | 23,5 |

## Закрытие в 2015 году

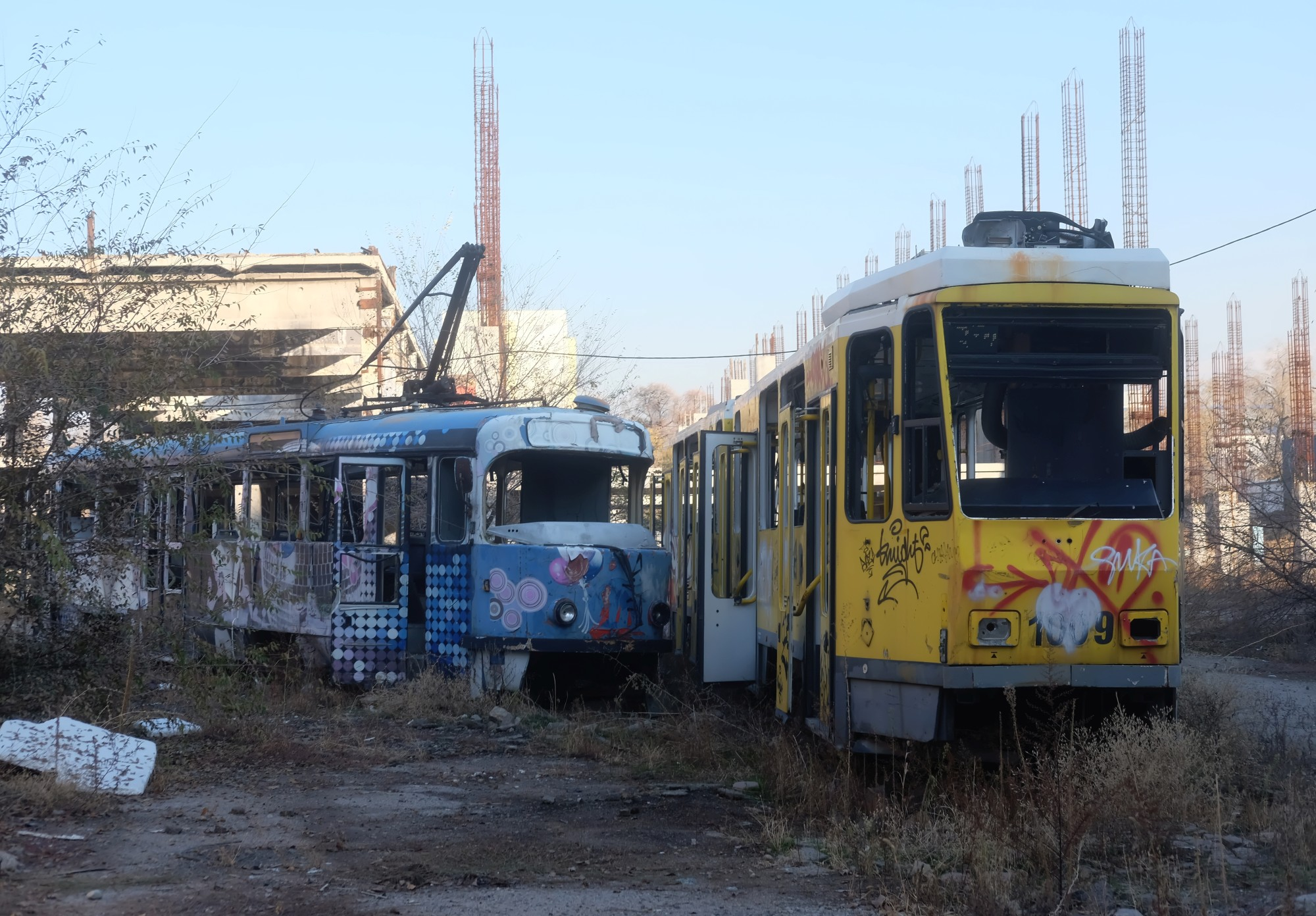
Заброшенные трамваи на территории депо на улице Байтурсынова в ноябре 2022 года.

Приостановлению работы трамвайного движения и депо в городе предшествовало два сомнительных случая ДТП, произошедших с трамваями: 21 сентября и 13 октября 2015 года. Запись с уличной камеры видеонаблюдения, запечатлевшая первое ДТП исчезла.
Замдиректора трамвайного депо Алматы Жумабеков в суде 22 февраля заявлял о том, что руководство трамвайного депо не согласно с результатами судебно-технической экспертизы о неисправности подвижного состава до ДТП, отметил, что после ДТП было проведено внутреннее расследование, в ходе которого было установлено, что все 3 тормоза были исправны. Кроме того, Жумабеков выразил уверенность в том, что ДТП можно было избежать в случае, если бы вагоновожатая Е.Стекольникова и наставник И.Чучкалова действовали по инструкции. В дальнейшем, как показало решение суда, первое ДТП с трамваем носило сугубо человеческий фактор, виновной была признана вагоновожатая (работавшая в депо с 2003 года) и наставница, которая в день ДТП подсела в вагон со стажёркой, чтобы принять экзамен. Механик депо, признавая свою вину, заключил мировое соглашение.
По второму ДТП, решением суда виновной была признана вагоновожатая, которая управляя полностью исправным трамваем допустила его столкновение с автомобилями.
30 октября 2015 года аким Алматы Байбек совершив визит в трамвайное депо, устно сообщил, что принял решение остановить работу трамваев в городе, якобы по причине плохого состояния путей. Официальных документов, доказывающих, что в действительности была проведена техническая дефектоскопия (исследование) и оценка состояния всей конструкции трамвайного полотна (пути) нигде опубликованы не были. Также на сайте акимата не было опубликовано официально заверенного Постановления за подписью акима о прекращении трамвайного движения в городе. Тем не менее, по информации от местных жителей, на протяжении 2016 года полностью была демонтирована контактная сеть, на ряде участков демонтированы и рельсы.
22 февраля 2016 года в результате проведённой проверки транспортной прокуратурой были установлены нарушения в деятельности ТОО «Алматыэлектротранс», должностные лица организации привлечены к дисциплинарной ответственности.

### Демонтаж трамвайных путей в 2017—2018 гг.

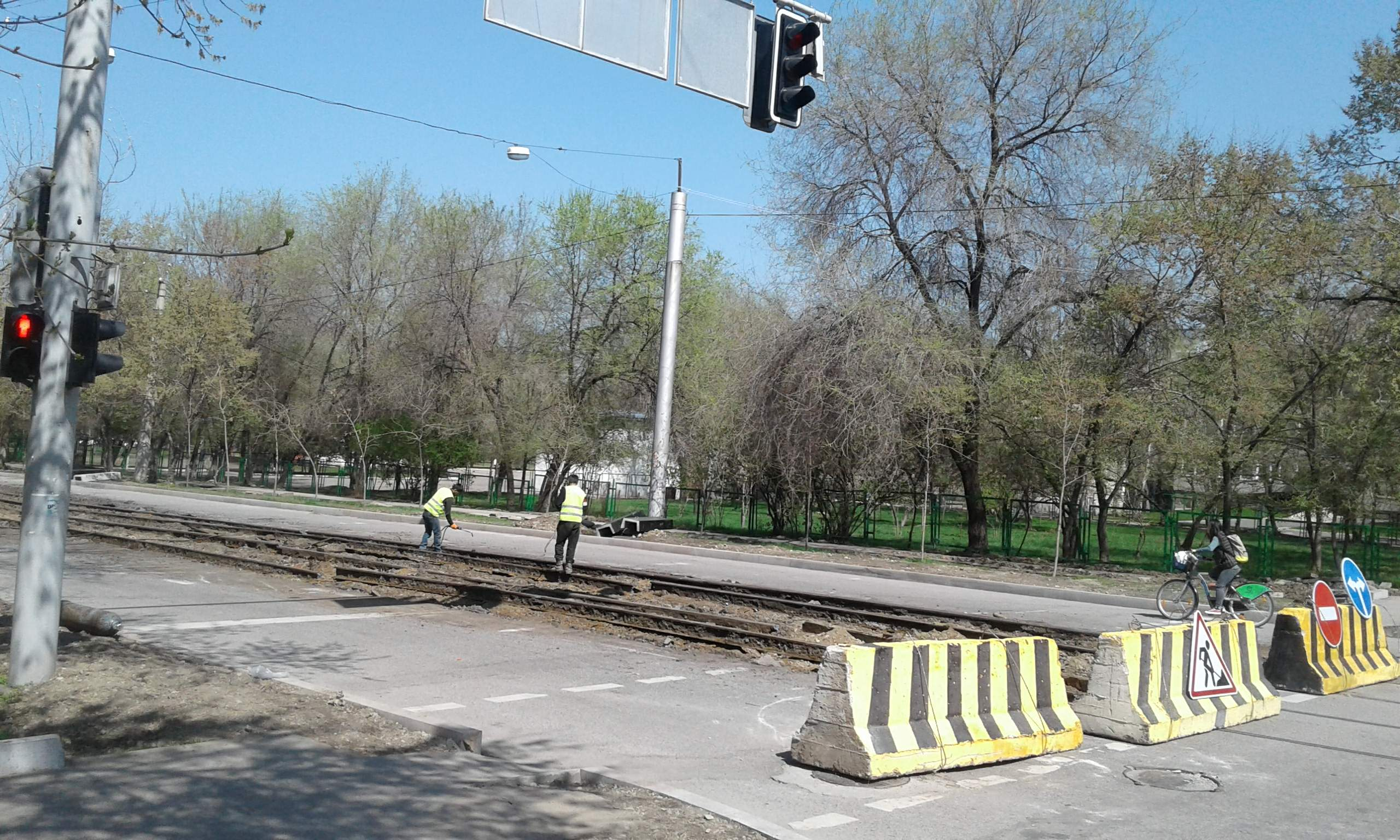
Демонтаж трамвайных путей на улице Жарокова (апрель 2018 г.)

В 2017 году по устному решению акима Байбека (без официального постановления) и без проведения необходимой официальной технической дефектоскопии (исследования) и оценки состояния всей конструкции имеющегося трамвайного полотна (путей) «ГУ Управлением пассажирского транспорта и автомобильных дорог акимата г. Алматы» за счёт бюджета города произведён незаконный демонтаж трамвайных путей (рельс) на улицах: Кунаева, Шевченко и Утепова, а также на всех перекрёстках. Трамвайные пути (рельсы) на улицах Каблукова, Торайгырова и Саина были незаконно засыпаны и заасфальтированы под велосипедную дорожку по рекомендации иностранной организации «ПРООН ГЭФ Устойчивый транспорт». Бюджетные растраты на ликвидацию трамвайных путей на улицах Кунаева, Шевченко и Утепова составили 1,2 миллиарда тенге, на улицах Каблукова, Торайгырова и Саина 142,817945 млн тенге, на перекрёстках 159,341889 млн тенге.
В 2018 году начат демонтаж трамвайных путей на улице Жарокова за 562,819806 млн тенге и на улицах Макатаева и Байтурсынова.

### Лоббирование проекта ЛРТ
В 2006—2008 годах город стали посещать с визитами различные руководители иностранных банков с предложениям о реализации строительства проекта ЛРТ, который они готовы профинансировать путём выдачи кредитного займа под высокие проценты и госгарантии правительства. Их предложения сразу же нашли полную поддержку у руководства Акимата (мэрии) города. После этого исполнение «Стратегического плана развития города Алматы до 2010 года», «по которому за счёт бюджета города должны были быть произведены работы по капитальной реконструкции всех трамвайных путей» полностью прекращено. С того момента финансирование трамвайного хозяйства города в целом сразу было фактически сокращено, закупались лишь б/у вагоны из Европы. В дальнейшем проект строительства ЛРТ в городе стали активно продвигать и лоббировать как иностранные консультанты от заинтересованного банка «ЕБРР» совместно с НПО «ГЭФ ПРООН Устойчивый транспорт», так и акимат города. В 2009 году для разработки обоснования проекта ЛРТ, Германией, Нидерландами, Австрией и Сингапуром — странами входящими в состав акционеров ЕБРР выделен безвозмездный грант в размере 900 тысяч евро.
Продвигаемый иностранными организациями проект ЛРТ оказался чрезвычайно затратным и завышенным составив в 2009 году 44 млрд тг., а в 2011 уже 64,2 млрд тенге.
В 2011 году «ЕБРР» выпустил резюме проекта ЛРТ, по которому общая стоимость продвигаемого проекта ЛРТ составила 71,400 млрд тг.(340 млн.евро), а на продвижение, сопровождение и подготовку документации проекта банком выделено 1,5 млн евро.
В 2013 году по заказу «ГЭФ ПРООН» израильская компания «ROM Transportation Engineering» подготовила ТЭО проекта ЛРТ, по которому стоимость его реализации составила 96,3 млрд тенге. В 2016 году ЕБРР был вновь выделен безвозмездный грант в размере 1 млн.евро на подготовку новой документации проекта, которой занимались зарубежные компании (IDOM) по технической части, (Norton Roses Fulbridge) по юридической, и (E&Y) по финансовой.
В 2016 году стоимость проекта уже оценивается в 520 млн долларов (176,800 млрд тг.).
За несколько дней до произошедших ДТП с трамваями, послуживших закрытию трамвайной системы, аким города Бауыржан Байбек лично встречался с главным иностранным лоббистом строительства проекта ЛРТ в Алматы Еленой Ерзакович-являющейся руководителем «ПРООН ГЭФ Устойчивый транспорт» и представляющей интересы банка ЕБРР, который намеревается кредитовать через свой заём строительство ЛРТ под проценты и гарантии Правительства.

## Реконструкция путей
В разные годы проводилась полная реконструкция трамвайных путей:
- 2009 год — замена и установка новых путей на ул. Толе би в связи с постройкой новой развязки-моста над улицей Саина.
- 2005 год — капитальный ремонт путей с заменой шпал и рельс на улице Утепова от.уг.ул. Гагарина, включая ул. Каблукова. Работы были профинансированы бюджетом города на сумму: 16,957 млн тенге.
- 1998—1999 год — ремонт пути на улицах Байтурсынова, Шевченко и Жетысуйской.
- 1998 год — ремонт пути на улице Толе би от уг.ул. Байтурсынова до конечной в мкр-не Аксай включая ул. Момышулы.
- март-апрель 1988 года — ремонт пути на ул. Кунаева.
- 1987/88 годы — капитальный ремонт с заменой шпал и рельс на ул. Толе би от уг.ул. Байтурсынова до уг.ул. Ауэзова.

## Подвижной состав

### Ранее используемый
- КТМ/КТП-1.
- КТМ/КТП-2.
- Х.
- 71-605 (КТМ-5) производства Усть-Катавского вагоностроительного завода. В город поступили новыми с завода.
- 71-605А (КТМ-5) производства Усть-Катавского вагоностроительного завода. В город поступили новыми с завода.
- РВЗ-6М2 производства Рижского вагоностроительного завода. В город поступили новыми с завода.
- Tatra T3DC2. В город поступили бывшими в употреблении из Германии.
- Tatra T4D. В город поступили бывшими в употреблении из Германии.
- Tatra KT4DtM. В город поступили в 2013 году, в количестве 17 единиц, были бывшими в употреблении в Германии.

### Спецсостав
- КТМ 71-605 ВТК-24. Технический вихревой снегоочиститель по обслуживанию путей. Было 2 единицы.
- РВЗ-6 ПМВ. Поливомоечный вагон. Поливал и очищал пути от пыли. Было 5 единиц.
- РВЗ-6 РСВ. Рельсосмазочный вагон. Смазывал рельсы и посыпал песок. 2 единицы.
- РВЗ-6 ПГСВ. Грузовой вагон с краном для перевозки рельс, шпал и колёсных пар.
- ГС-4. Снегоочистительный вагон. Было 6 единиц.
- Рельсосварочный вагон.
- Рельсошлифовальный вагон.
- Спец.трамвай — вагон обслуживания и ремонта контактной сети.
- Учебный — использовался как для обучения новых водителей так и для развозки сотрудников депо. Было 3 единицы.

## Депо

### Центральное
Расположено на ул. Байтурсынова угол ул. Гоголя. Создано было в 1941 году для обслуживания трамвайной системы Алма-Аты, так как первоначальное депо на ул. Байтурсынова-Макатаева во время войны было отдано под цеха завода им. Кирова. В начале 1950-х, 1970 и 1980 годах на территории возведены современные корпуса трамвайного депо.
31 октября 2015 работа центрального трамвайного депо прекращена в связи с закрытием в городе трамвайного движения.
Почти сразу после закрытия трамвайного депо аффилированная и подконтрольная «акимату города Алматы» структура «АО Центр развития» организовала онлайн-голосование за выбор проекта преобразования территории и имущественного комплекса трамвайного депо. По результатам голосования и окончательного решения работников «Центра развития» был выбран проект DEPO Evolution Park — среди авторов этого проекта оказался Шадиев Махмуд, совладелец группы компаний «Беккер и К» и племянник казахстанского миллиардера Патоха Шадиева Шодиева Патоха, а также некая Лейла Хакназарова.
В 2018 году бывший корпус депо примыкающий к улице Айтекеби был отремонтирован под использование торговых арендных площадей Market hall, в 2022 году используется под торговые склады ТОО Magnum E-commerce Kazakhstan.
В 2018 году инициативное частное лицо Лейла Хакназарова, предоставила акимату частную проектную документацию на строительство трехэтажного офисного здания на месте основного корпуса трамвайного депо. На проект частного лица были неправомерно выделены финансовые средства из государственного бюджета города, в начале 2019 года здание корпуса снесли и начали возводить трехэтажный офис. В том же году, после смены руководства города, ввиду незаконности и незаконности выделения бюджетных средств, строительство офисного здания на территории депо было остановлено.

### Аксайское
Было расположено на улице Момышулы между улицами Маречека (Маргулана) и Жубанова. Создано в 1990 году, на пике развития самой сети. Построено было на тектоническом разломе, где по сейсмическим строительным нормам строго запрещалось строительство жилых и других зданий, с разрешением создания парков общественного транспорта и зелёных зон. Закрыто в конце 1990-х годов. Использовалось до середины 2000-х годов для хранения списанных трамваев и троллейбусов. С 2008 года оставаясь в госсобственности, сдавалось в аренду, использовалось для стоянки строительных Камазов и кустарного производства бетона. В 2015 году с разрешения мэра города Б.Байбек территория депо была передана под застройку крупного жилищного комплекса Уш Сункар.

## Маршруты
| Действующие маршруты Алма-атинского трамвая до 31.10.2015 | | | |                                                           |
| №                                                         | Конечные пункты                                                                                             | Конечные пункты                                                                                             | Маршрут | Примечание                                                |
| 4                                                         | мкр-н Аксай-4, улица Момышулы угол ул. Маречека — улица Жетысуская (район Центрального парка им. Горького). | мкр-н Аксай-4, улица Момышулы угол ул. Маречека — улица Жетысуская (район Центрального парка им. Горького). | Проходит по улице Момышулы, рынок Арыстан, мкр-ны Аксай-4, Аксай-3, хлебозавод Аксай-нан, Аксай-2, Аксай-1, ул. Толе би, мкр-н Тастак, мкр-н Сайран, озеро Сайран, ул. Толе би, ул. Байтурсынова, Алматинский технологический университет АТУ, Казахская академия транспорта и коммуникаций (КАЗАТК), колледж иностранных языков КазУМОиМя, ул. Шевченко, ул. Кунаева, ул. Макатаева, Зелёный базар, Кондитерская фабрика Рахат, ул. Жетысуская, ул. Арыковой, ул. Черкасской обороны, ул. Тургенской (с выходом на Жетысускую).                                  | Действовал ежедневно в течение всего дня с 6:00 до 22:00. |
| 6                                                         | мкр-н Орбита, улица Саина угол ул. Торайгырова — улица Жетысуская (район Центрального парка им. Горького).  | мкр-н Орбита, улица Саина угол ул. Торайгырова — улица Жетысуская (район Центрального парка им. Горького).  | Проходит по улицам Саина, Торайгырова, мкр-ны Орбита, ул. Каблукова, Алматинский плодоконсервный завод, колледж КазНАИ, ул. Утепова, Республиканский центр крови, Научный центр урологии им. Джарбусынова, ул. Жарокова, ул. Шевченко, Алматинский технологический университет АТУ, Казахская академия транспорта и коммуникаций (КАЗАТК), колледж иностранных языков КазУМОиМя, ул. Байтурсынова, ул. Макатаева, Зелёный базар, Кондитерская фабрика Рахат, ул. Жетысуйская, ул. Арыковой, ул. Черкасской обороны, ул. Тургенской (с выходом на ул. Жетысускую). | Действовал ежедневно в течение всего дня с 6:00 до 22:00. |

- Служебный путь проходит по улице Жарокова между остановками Шевченко-ул. Жарокова (6 маршрут) и ул. Жарокова-ул. Толе би (4-й маршрут) с двумя промежуточными остановками.

Маршрут А
| Год       | Улицы следования                                  | Конечные остановки     |
| --------- | ------------------------------------------------- | ---------------------- |
| 1938—1956 | Пастера — К. Маркса — Комсомольская — Космонавтов | кольцо А в обе стороны |
| 1956—1966 | Пастера — К. Маркса — Шевченко — Космонавтов      | кольцо А в обе стороны |

Маршрут № 1
| Год       | Улицы следования | Конечные остановки            |
| --------- | --- | ----------------------------- |
| 1942—1966 | Жетысуская — Пастера — Космонавтов — Комсомольская — Тастак — Руднева — Васнецова — Трудовая                                                                                             | Жетысуйская — Тастак          |
| 1966—1970 | Тургенская — Черкасской Обороны — Арыковой -Жетысуйская — Пастера — Космонавтов — Комсомольская — Тастак — Руднева — Васнецова — Трудовая                                                | Жетысуская — Тастак           |
| 1970—1996 | Тургенская — Черкасской Обороны — Арыковой -Джетысуйская — Пастера — Космонавтов — Комсомольская — Руднева — Сатпаева — Щепеткова — Шаляпина (мкр.10А) и обратно (Васнецова, Туркебаева) | Джетысуйская — 10а микрорайон |

Маршрут № 2
| Год       | Улицы следования | Конечные остановки            |
| --------- | --- | ----------------------------- |
| 1938—1966 | Жетысуйская — Пастера — К. Маркса — Ташкентская — Панфилова — Тузова — Коммунистический — вокзал Алма-Ата-2                                | Жетысуйская — Алма-Ата-2      |
| 1966—1970 | Тургенская — Черкасской Обороны — Арыковой — Жетысуйская — Пастера — Космонавтов — Шевченко — К. Маркса — Джетысуйская                     | Джетысуйская — Шевченко       |
| 1970—1975 | Тургенская — Черкасской Обороны — Арыковой -Джетысуйская — Пастера — Космонавтов — Шевченко — К. Маркса — Пастера — Джетысуйская           | закольцован, противоположен 6 |
| 1975—1980 | Тургенская — Черкасской Обороны — Арыковой -Джетысуйская — Пастера — Космонавтов — Шевченко — К. Маркса — Пастера — Джетысуйская и обратно | закольцован                   |
| 1980—1995 | мкр. Орбита — Саина — Фрунзе — Каблукова — Утепова — Жарокова — Комсомольская — Космонавтов — Шевченко — К. Маркса — Пастера — Космонавтов | мкр. Орбита — Кольцо А        |

Маршрут № 3
| Год       | Улицы следования | Конечные остановки            |
| --------- | --- | ----------------------------- |
| 1938—1966 | Жетысуйская — Пастера — Космонавтов — Комсомольская — К. Маркса — Ташкентская — Панфилова — Тузова — Коммунистический — вокзал Алма-Ата-2        | Жетысуйская — Алма-Ата-2      |
| 1966—1970 | Сатпаева — Муканова — Шевченко — К. Маркса — Пастера — Жетысуйская — Тургенская — Черкасской обороны — Арыковой — Жетысуйская                    | Джетысуйская — Чапаева        |
| 1970—1996 | Тургенская — Черкасской Обороны — Арыковой -Джетысуйская — Пастера — К. Маркса — Шевченко — Муканова — Сатпаева — Щепеткова — Шаляпина и обратно | Джетысуйская — 10а микрорайон |

Маршрут № 5
| Год       | Улицы следования | Конечные остановки            |
| --------- | --- | ----------------------------- |
| 1956—1966 | Жетысуская — Пастера — Космонавтов — Шевченко — Муканова — Сатпаева                                                                            | Жетысуская — Сатпаева         |
| 1966—1977 | не существовал | не существовал                |
| 1977—1987 | Тургенская — Черкасской Обороны — Арыковой -Джетысуйская — Пастера — Космонавтов — Комсомольская — Жарокова — Сатпаева — Мате Залки — Шаляпина |                               |
| 1987—1993 | Тургенская — Черкасской Обороны — Арыковой -Джетысуйская — Пастера — Космонавтов — Шевченко — Жарокова — Сатпаева — Мате Залки — Шаляпина      | Джетысуйская — 10а микрорайон |

Маршрут № 7
| Год       | Улицы следования | Конечные остановки              |
| --------- | --- | ------------------------------- |
| 1966—1970 | Сатпаева — Муканова — Шевченко — Космонавтов — Пастера — К. Маркса — Шевченко — Муканова — Сатпаева                                                                                     | полукольцевой, противоположен 8 |
| 1970—1975 | Руднева — Сатпаева — Муканова — Шевченко — Космонавтов — Пастера — К. Маркса — Шевченко — Муканова — Сатпаева — Руднева — Васнецова — Туркебаева — Комсомольская — Руднева              | закольцован, противоположен 8   |
| 1975—1980 | Васнецова — Туркебаева — Комсомольская — Руднева — Руднева — Джандосова — Муканова — Шевченко — Космонавтов — Комсомольская — Руднева                                                   | закольцован, противоположен 8   |
| 1980—1985 | (мкр. Аксай 1) Комсомольская — Руднева — Сатпаева — Муканова — Шевченко — Космонавтов — Пастера — К. Маркса — Шевченко и обратно (Васнецова, Туркебаева)                                | Руднева — Кольцо А              |
| 1985—1993 | (мкр. Аксай 3) Момыш-Улы — Комсомольская — (позже укорочена)- Руднева — Сатпаева — Муканова — Шевченко — Космонавтов — Пастера — К. Маркса — Шевченко и обратно (Васнецова, Туркебаева) | мкр. Аксай-3 — Кольцо А         |

Маршрут № 8
| Год       | Улицы следования | Конечные остановки              |
| --------- | --- | ------------------------------- |
| 1966—1970 | Сатпаева — Муканова — Шевченко — Космонавтов — Пастера — К. Маркса — Шевченко — Муканова — Сатпаева                                                                                     | полукольцевой, противоположен 7 |
| 1970—1975 | Руднева — Сатпаева — Муканова — Шевченко — Космонавтов — Пастера — К. Маркса — Шевченко — Муканова — Сатпаева — Руднева — Васнецова — Туркебаева — Комсомольская — Руднева              | закольцован, противоположен 7   |
| 1975—1980 | Васнецова — Туркебаева — Комсомольская — Руднева — Руднева — Джандосова — Муканова — Шевченко — Космонавтов — Комсомольская — Руднева                                                   | закольцован, противоположен 7   |
| 1980—1985 | (мкр. Аксай 1) Комсомольская — Руднева — Сатпаева — Муканова — Шевченко — К. Маркса — Пастера — Космонавтов и обратно (Васнецова, Туркебаева)                                           | мкр. Аксай-1 — Кольцо А         |
| 1985—1993 | (мкр. Аксай 3) Момыш-Улы — Комсомольская — (позже укорочена)- Руднева — Сатпаева — Муканова — Шевченко — Космонавтов — Пастера — К. Маркса — Шевченко и обратно (Васнецова, Туркебаева) | мкр. Аксай-3 — Кольцо А         |

Маршрут № 9
| Год       | Улицы следования                                | Конечные остановки     |
| --------- | ----------------------------------------------- | ---------------------- |
| 1980—1993 | Пастера — Карла Маркса — Шевченко — Космонавтов | кольцо А в обе стороны |

Маршрут № 10
| Год       | Улицы следования                                                    | Конечные остановки               |
| --------- | ------------------------------------------------------------------- | -------------------------------- |
| 1985—1999 | (мкр. Аксай 3) Момыш-Улы — рядом с Ташкентской до больницы Калкаман | мкр. Аксай 3 — больница Калкаман |

## Хронология
- 1937 — Построена линия от Вокзала 2 — просп. Сталина (обратно-Красноармейская) — Ташкентская — Маркса — Комсомольской — Уйгурской до депо на ул. Пастера. Линия была однопутной. Второй путь проложили по Уйгурской, Комсомольской, Маркса в 1938 г. В 1941 г. это депо отдали заводу Кирова, трамваи перевели на стоянку на углу Уйгурской/Гоголя. Руководство трамвайного треста так и оставалось на Пастера до 1950-х годов. В начале 1950-х гг. на Уйгурской построены корпуса депо.
- 1938 — открытие линии по ул. Шевченко от ул. К. Маркса до Уйгурской (Космонавтов)
- 1938 — открыта линия по ул. Талгарской — от ул. Пастера до Комсомольской — однопутка по часовой (закрыта в 1968)
- 1938 — открыта линия по ул. Ташкентской от ул. К. Маркса до Жетысуской (закрыта в 1966)
- 1939 — открытие линии по ул. Комсомольской от ул. Байтурсынова до 13-й линии (пр-кт Гагарина)
- 1940 — открытие двухпутной линии по ул. Комсомольской от Тастака до Талгарской с кольцом
- 1942 — открытие линии по Красногвардейскому тракту от Ташкентской до Элеватора (закрыта в 1966 г.)
- 1957 — строительство второго пути от К. Маркса до поворота на Алма-Ату-2
- 1957 — линия с ул. Комсомольской между Карла Маркса и Космонавтов перенесена на ул. Пастера
- 1959 — открытие линии по ул. Шевченко от ул. Уйгурской (Космонавтов) до ул. Чапаева
- 1959 — открытие линии по ул. Шевченко от ул. Уйгурской (Космонавтов) до ул. Строительной (Муканова)
- 1959 — открыта линия по ул. Муканова — от Шевченко — через Тёщин язык — по Сатпаева до Жарокова (закрыта в 1993-м из-за начала строительства станции метро)
- 1961 — открытие линии по ул. Сатпаева от ул. Жарокова до ул. Руднева (закрыта в 1996)
- 1961 — открытие линии по ул. Руднева от Тастака до ул. Сатпаева (закрыта в 1996)
- 1966 — закрыты линии по ул. Ташкентской от ул. К. Маркса до Жетысуской (открыта в 1938) и к вокзалу Алматы-2 (открыта в 1937) в связи с реконструкцией проспекта в сквозную трассу и строительством автовокзала.
- 1966 — закрытие линии по Красногвардейскому тракту от Ташкентской до Элеватора (открыта в 1942 г.) в связи с расширением проезжей части Красногвардейского тракта.
- 1967 — постройка кольца «Тургенская — Черкасской Обороны — Арыковой» вместе с прокладкой второго пути по ул. Пастера и ул. Жетысуской. До этого была однопутная линия Ташкентская — Жетысуйская — Пастера по часовой стрелке и Комсомольская — Талгарская — Пастера против часовой
- 1968 — закрыта линия по ул. Талгарской — от ул. Пастера до Комсомольской (открыта в 1938)
- 1970 — открыта линия от ул. Руднева — по Сатпаева — Щепеткова — Шаляпина — 10 мкр. (закрыта в 1996)
- 1975 — открыта линия по ул. Жарокова от Сатпаева до Утепова и по Утепова со строительством кольца на Розыбакиева/Утепова, т. н. район «Геологостроя»
- 1977 — открыта линия по ул. Жарокова от Комсомольской ул. до ул. Сатпаева, по ней пущен маршрут № 5 (закрыт в 1993-м).
- 1978, 23 февраля — открыта линия от разворотного кольца на перекрёстке Утепова и Розыбакиева по улицам Каблукова и Фрунзе в Орбиту.
- 1980 — сооружение крестообразного пересечения на Жарокова-Сатпаева. Маршрут № 2 пущен в «Орбиту»
- 1984 — открыта ветка от Тастака до Аксая-1 до Аксая-4 (разворотное кольцо находилось за ул. Момыш улы по ул. Комсомольской)
- 1985 — открыта ветка от Аксая-1 до мкр. Аксай −4. С Момыш улы существовал поворот на запад и на восток
- 1985 — открыта линия Аксай — Калкаман (закрыта август 1999). Открыт маршрут № 10.
- 1987 — открытие линии по ул. Шевченко от ул. Муканова до ул. Жарокова, на линию перенесён № 5 с улицы Толе Би (Комсомольская).
- 1993 — закрыты маршруты 5, 7 и 8.
- 1993 — закрыта в 20-х числах сентября из-за начала строительства станции метро линия по ул. Муканова — от Шевченко — через Тёщин язык — по Сатпаева до Жарокова (открыта в 1959).
- 1995 — закрылся маршрут № 2
- 1996, 21 марта — закрыта линия по ул. Сатпаева от ул. Жарокова до ул. Брусиловского (Руднева), открытая в 1961.
- 1996, 21 марта — закрыта линия по ул. Брусиловского (Руднева) от Тастака до ул. Сатпаева (открыта в 1961).
- 1996, 21 марта — закрыта линия от ул. Руднева — по Сатпаева — Щепеткова — Шаляпина — 10 мкр. (открыта в 1970-м). Закрыты маршруты 1 и 3.
- 1997, март — закрыта ветка по ул. Комсомольской от ул. Кунаева до Талгарской, открытая в 1938 г. Конечная маршрута № 4 перенесена на ст. Жетысу
- 1999, апрель — закрыта линия «Аксай» — «Калкаман», открытая в 1985 гг., закрылся маршрут № 10
- 2008 — маршрут № 4 временно разделён на маршруты 4 и 4а в связи со строительством транспортной развязки на пересечении улиц Саина и Толе би[34].
- 2009, 23 декабря — движение по улице Толе би было возобновлено. Подвижной состав, курсирующий в этом направлении, состоит из 18 вагонов[35].
- 2015, 31 октября — после двух крупных аварий, случившихся в Алма-Ате с трамваями, работа трамвая на неопределённый срок приостановлена.

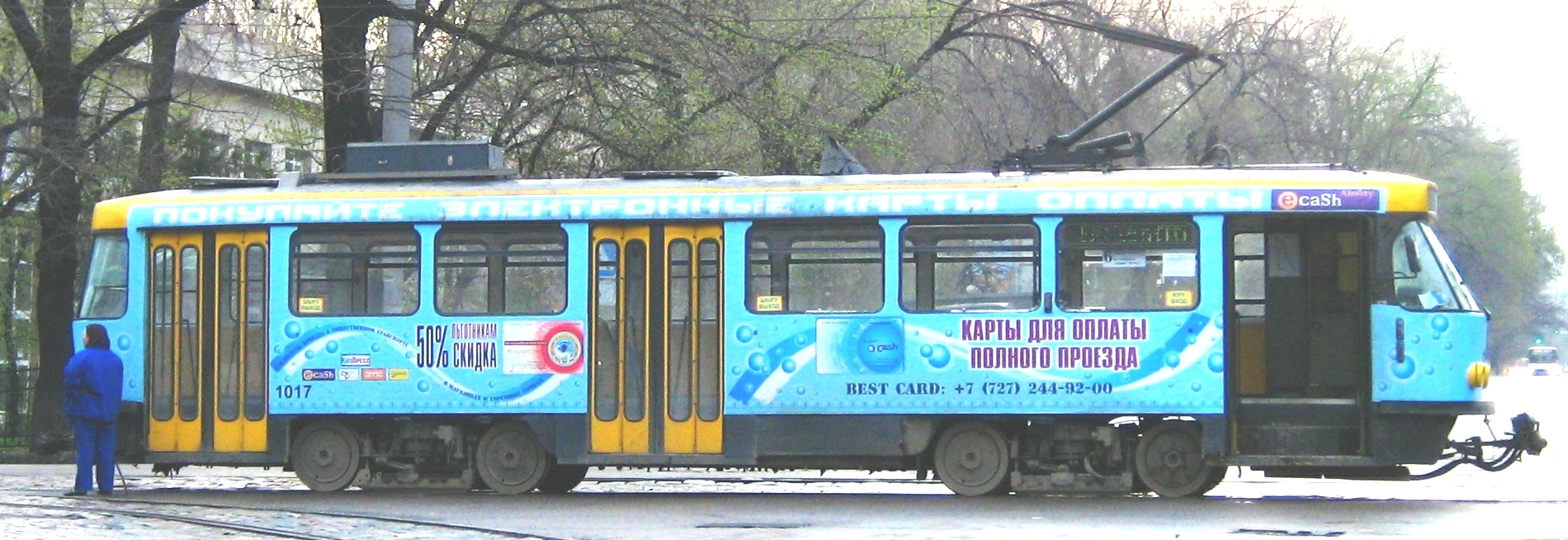
Трамвай, стоящий поперёк улицы Толе би

## Галерея

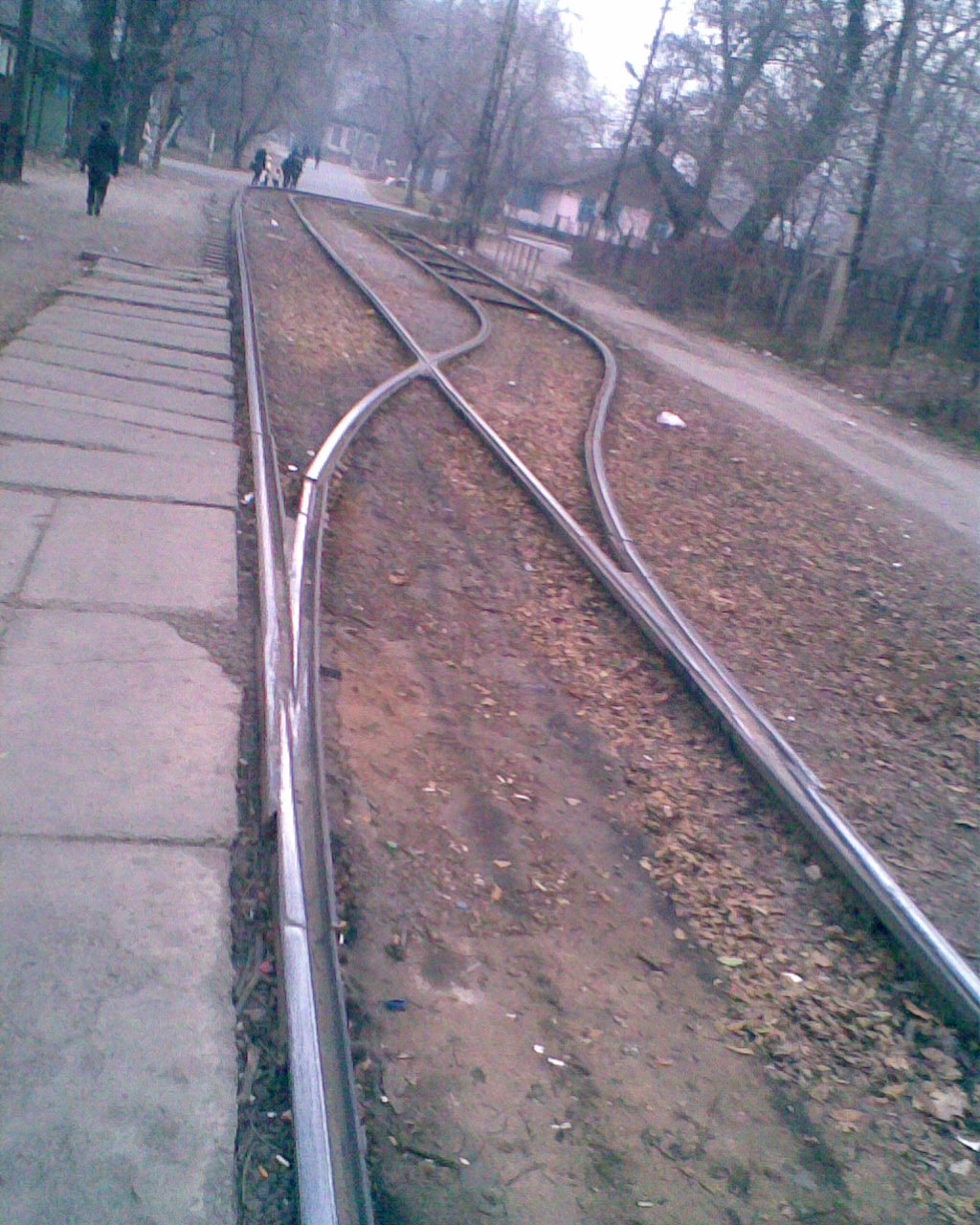
Жетысу. Конечная станция трамвая
Жетысу. Конечная станция трамвая
Жетысу. Конечная станция трамвая